# Mistrzostwa Ibero-Amerykańskie w Maratonie 2011
Mistrzostwa Ibero-Amerykańskie w Maratonie 2011 – zawody lekkoatletyczne, które odbyły się 20 lutego 2011 w Caracas.

## Rezultaty
| Konkurencja: | Złoto          | Wynik   | Srebro         | Wynik   | Brąz          | Wynik   |
| Mężczyźni    | Larryn Sánchez | 2:19:21 | Sergio Pedraza | 2:21:31 | Pedro Mora    | 2:25:31 |
| Kobiety      | Yolimar Pineda | 2:50:21 | Norelys Lugo   | 2:54:03 | Mary da Costa | 2:54:57 |